# František Malenínský
František Maleninský (* 22. července 1959, České Budějovice) je český generálporučík, bývalý vojenský představitel Česka při NATO.

## Vzdělání
V letech 1974 až 1978 studoval na Vojenském gymnáziu v Moravské Třebové. Po něm nastoupil na Vysokou vojenskou technickou školu v Martine a Vysokou vojenskou školu pozemními vojska ve Vyškově, přičemž studoval obor velitelsko-inženýrský, raketové vojsko a dělostřelectvo. V roce 1989 ukončil postgraduální studium ve stejném oboru na Vojenské akademii v Brně. V letech 1999 až 2000 studoval také na Královské akademii obranných studií v Londýně a v roce 2002 na NATO Defense College v Římě.

## Vojenské působení
Své vojenské působení začal jako velitel čety v roce 1982. Od roku 1983 do roku 1984 byl velitelem baterie, další dva roky náčelník štábu oddílu poté do roku 1989 náčelník štábu pluku. V roce 1989 se stal velitelem dělostřeleckého oddílu, o rok později pluku a v roce 1991 opět oddílu. V letech 1993 až 1994 byl náčelníkem štábu dělostřelecké brigády, v letech 1994 až 1997 jí velel.
V letech 1997 až 1999 velel dělostřelecké výcvikové a mobilizační základně. V letech 2000 až 2002 byl zástupcem velitele mechanizované divize. Dne 8. května 2002 byl povýšen do hodnosti brigádní generál. V letech 2002 až 2005 byl náčelníkem štábu EUR RC North v nizozemském Brunssumu. Následně byl v letech 2005 až 2007 ředitelem Ředitelství výcviku a doktrín. V letech 2007 až 2008 velel Silám podpory a výcviku. V té době ho 8. května 2008 do hodnosti generálmajor povýšil prezident Václav Klaus. V roce 2008 se stal ředitelem PCC Národního zastoupení Česka při NATO v Monse. V období 2010 až 2011 byl zástupcem náčelníka štábu SHAPE. V letech 2011 až 2014 byl zástupcem náčelníka generálního štábu Armády ČR – inspektor AČR. Následně byl od 7. dubna 2014 do 31. července 2017 zástupcem náčelníka Generálního štábu AČR.
Do hodnosti generálporučík byl povýšen prezidentem Milošem Zemanem 8. května 2015.
Od 1. srpna 2017 do 30. října 2020 byl vojenským zástupcem Česka při NATO.
Je ženat s Danou Malenínskou, s níž má dcery Michaelu a Magdu.